# Antoni Quintana i Marí
Antoni Quintana i Marí (Tarragona, 1907 - Barcelona, 1998) va ser mestre i químic.

## Biografia
Va estudiar la persona i l'obra del científic Antoni Martí i Franquès. L'any 1935 l'Acadèmia de Ciències i Arts de Barcelona publicà la seva obra Antoni de Martí i Franqués, memòries originals, estudi biogràfic i documental.
El desembre de 1996 va fer donació a l'Ajuntament de Tarragona de sis lots de béns procedents del patrimoni familiar, entre els quals destaca l'epistolari d'Antoni Martí Franquès, un total de 833 cartes manuscrites que es troben digitalitzades, la documentació conservada de l'Arxiu del Centre Recreatiu Catalanista "Las Quatre Barras" (1899-1903), la revista El Álbum (1895-1896) i una col·lecció de llibres d'història de la ciència de la biblioteca de Martí i Franquès.
Antoni Quintana també va fer donació al Museu d'Història de Tarragona de la maqueta a escala de l'avió biplà amb què Luzien Demazel va realitzar, el 23 de març de 1913, el primer vol sobre la ciutat de Tarragona. L'avió havia estat construït pel seu pare, Antoni Quintana Rufas, i per Tomàs Lozano. L'any 1994 Quintana va ser nomenat fill predilecte de la ciutat.
L'any 2012, i dins el Festival Internacional de fotografia SCAN, van convidar sis fotògrafs perquè fessin la seva interpretació artística del fons d'Antoni Martí i Franquès conservat al llegat Quintana. El resultat va ser l'exposició "Martí: sis mirades d'un científic. Antoni Martí i Franquès" a la Biblioteca Hemeroteca Municipal de Tarragona.